# Pablo Corral
Pablo Ignacio Corral Mondaca (Ovalle, 16 gennaio 1992) è un calciatore cileno, centrocampista dell'Curicó Unido.